# Al Tall

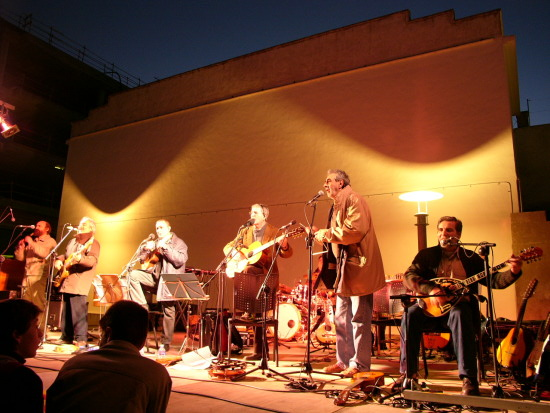
Al Tall en Benisa. 2007.

Al Tall fue un conjunto musical español de folk procedente de la Comunidad Valenciana. El grupo, con una larga trayectoria de casi 40 años, fue pionero en la reinterpretación de la tradición musical valenciana al estilo de la Riproposta italiana, enmarcada dentro una concepción mediterránea de la música popular. Entre sus miembros destacan Miquel Gil, Vicent Torrent y Manolo Miralles (fallecido en 2023), siendo estos últimos los dos únicos miembros fundadores que formaron parte del grupo durante toda su trayectoria.

## Cronología
La carrera del grupo se extiende a lo largo de prácticamente treinta y ocho años, con más de catorce discos editados a lo largo de cuatro décadas, siendo sus primeros diez años de trayectoria los más productivos. En octubre de 2012 anuncian formalmente la finalización de su actividad artística. Realizando el último concierto el 18 de octubre de 2013 en el Palacio de Congresos de Valencia.

### 1975-79
Al Tall se fundó a principios de 1975 con Manolo Lledó, Manolo Miralles, Miquel Gil y Vicent Torrent como integrantes, todos ellos músicos autodidactas de otras formaciones ya extintas (caso de Lledó, en Els Sols, y de Torrent, en Equip València-Folk) o con una discreta carrera en solitario (caso de Miralles) durante los primeros años 70; tras un par de actuaciones en Albal y en Facultad de Filosofía y Letras de Valencia, el grupo debutó oficialmente en Puebla de Vallbona.
El mismo año, ya sin Lledó, grabaron y editaron su primer vinilo, homónimo (Cançó popular al País Valenciá, a efectos de discografía), que contiene temas originales como Per Mallorca (una de las canciones más representativas de su idiosincrasia) o D'avui és el cantar; poemas musicalizados como La mel (de Eugeni Evtutxenko), A una oreneta que em desvetllà a trenc d'alba (de Marià Manent) o Tots em tiren pedraetes (de Estellés); y canciones populares valencianas como L'hereu Riera o la Cançó de la llum, que les ocasionó más de un problema con las autoridades tardofranquistas.
El segundo disco, Deixeu que rode la roda (Dejad que ruede la rueda), apareció a finales de 1976: dedicado a Ramon el Pansot -seguidor incondicional del conjunto, muerto aquel año-, el repertorio incluía la que quizás es su pieza original más emblemática, la del Tio Canya, además de otras canciones destacables como Darrer diumenge d'octubre (Último domingo de octubre) (un homenaje al Aplec del Puig), Del Saler (en protesta por la inminente urbanización de aquella playa de la Albufera) o la Cançó de bressol  tradicional valenciana. Aquí se estrenaban el cantautor de Alberique Enric Ortega como miembro de pleno derecho, encargado especialmente de animar la gente durante los conciertos; su mujer Empar Torres, que colaboraba como cantante; y, a partir del año 1977 Oswaldo Blanco, que hacía las funciones de representante y mánager del grupo
Enric Ortega murió el 14 de mayo de 1978, al poco de la presentación del tercer disco: Posa vi, posa vi, posa vi..., un recopilatorio monográfico de canciones populares de tasca en el que tuvo una especial vinculación, tanto en la selección de temas como en el arreglo de las versiones. El resto de miembros de Al Tall, junto con otras figuras destacadas de la Nova cançó valenciana (y también su viuda), lo homenajearon con un recital en los Viveros de Valencia. El mismo Enric había participado antes en otro homenaje: al poco de la edición del Posa vi, posa vi, posa vi..., Al Tall sacaron su único sencillo, A Miquel assasinaren, una petenera grabada expresamente en recuerdo del comunista alicantino Miquel Grau, con letra de Ortega.
El mismo año 1978, el grupo comenzaba una serie de conciertos que los llevó a actuar en la ciudad alemana de Tubinga (en un festival de homenaje a Víctor Jara) y en las Seis Horas de Canción en Canet (en desagravio a Albert Boadella); y, ya en 1979, en París (para la Primera Semana del País Valenciano), a las Seis Horas de Canción de Perpiñán, y a Villeneuve-sur-Lot (Francia). Aquel año 1979 veía la luz Quan el mal ve d'Almansa... (Cuando el mal viene d'Almansa...), el disco más conocido de la banda, y quizás su proyecto más ambicioso: dar a conocer, por medio de la música, la Batalla de Almansa. Aunque, al final, la parte conceptual del disco sólo llegó a llenar una cara, la cantata aportaba piezas emblemáticas, como Processó, Lladres y Cant dels Maulets; la cara B contenía canciones como Nuclears? No, gracies, la ya conocida A Miquel assasinaren y otra composición de Enric Ortega, póstuma: Bolero.

### 1980-89
En septiembre de 1980 participaban por primera vez en los Rescontres de la Mar en la ciudad francesa de Arlés, un festival musical de vocación mediterránea organizado por Jan-Mari Carlotti, que más adelante se encargarían de importar a Valencia. En diciembre del mismo año sacaban al mercado su segundo disco monográfico, Som de la pelitrúmpeli: una narración con protagonistas infantiles que hacen un viaje musical por varias comarcas valencianas por medio de canciones populares emblemáticas como La Balangera o Les Tomasines: fue, posiblemente, el primer trabajo de la Nova Cançó dirigido expresamente a un público infantil.
El año 81 participarían en el acto de desagravio a Joan Fuster organizado por Acció Cultural del País Valencià en la plaza de toros de Valencia: el ensayista de Sueca, que había sido objeto de un atentado con bomba, fue homenajeado por destacados intelectuales internacionales y por los artistas valencianos ante veinte mil personas. También asistieron al festival Som una nació, celebrado en el Camp Nou con cien mil espectadores, y volverían a actuar en los Rescontres de Arlés y en Marsella, lo cual los inspiraría para trasladar el concepto a su país: la Encuentro de Música del Mediterráneo. La experiencia los introdujo de pleno en el fenómeno musical de la Riproposta, y los pondría a la altura de otros grupos capitales en la música folk como la Nova Compagnia di Canto Popolare de Nápoles, los Músicos del Nilo de Egipto, los occitanos Montjoia (con Carlotti al frente) o los marroquíes Muluk el-Hwa, con los cuales volverían a colaborar más adelante.
Antes, sin embargo, grabarían un disco con la mallorquina Maria del Mar Bonet en 82: Cançons de la nostra Mediterránea podría considerarse el tercer disco monográfico del grupo, al ofrecer un repertorio popular del conjunto de su dominio lingüístico entendido como fragmento de la tradición común a todos los pueblos mediterráneos. Se conoce que la idea inicial era comenzar una serie de grabaciones compartidas con otras artistas mediterráneos, y que habría tenido continuidad con un segundo disco de piezas internacionales (argelinas, calabreses o chipriotas), con el Mediterráneo como vínculo común. La lista de canciones de este disco incluye temas de Cataluña (El segador mes petit), Baleares (Sa mort d'en Colomer) y la Comunidad Valenciana (el Bolero de l'Alcúdia). Aquel año volverían a participar en los Rescontres de Marsella y Grass, EN sendos festivales más de canción mediterránea en Roma y en París (Voix et musiques du bassin mediterranéen) y en las ciudades de Barcelona, Madrid, Bilbao, Zaragoza y su Valencia natal, dónde fueron el objetivo de una campaña en su contra organizada por el blaverismo local.
El año siguiente, 1983, retomarían la evolución interrumpida por el disco con Bonet y editarían Toques i vares, un disco experimental dónde llevaban los principios de la Riproposta a la máxima expresión, al imitar las maneras antiguas de afinar, de componer y de improvisar sobre una serie de vares (equivalentes a los palos del flamenco): jotas, habaneras, valencianas y marchas moras de creación nueva, con letras originales que intentan reflejar la realidad social del momento. Las críticas a esta grabación iban del apoyo más unánime a la condena más explícita. Toques i vares supuso, por lo tanto, un punto de inflexión en la carrera de Al Tall, por la forma y por el contenido de las canciones: sorprendentemente, la Cançó de la llum era la única pieza de su repertorio que les traía problemas con las autoridades, como sucedió aquel año en Alberique. Tras aquel incidente, el grupo presentó su disco en directo en Montpellier, Béziers, Barcelona y Palma de Mallorca, y en sendos festivales en Almansa y en Benidorm.

### 1990-99
La Maregassa sería la aportación de Al Tall al espectáculo colectivo Quart Creixent (Cuarto Creciente), un recital en grupo estrenado en el año 90 que juntaba casi tres generaciones de música en valenciano: Vicent Torrent, además, era coautor con Enric Murillo de la canción que daba nombre al concierto. El 9 de noviembre del mismo año teloneaban a Loquillo en la Fiesta de bienvenida de la Universidad de Valencia, en el coso taurino de la ciudad. Aunque la década de 1990 es la menos fructífera del grupo a efectos discográficos, los Al Tall no dejaron de ofrecer conciertos ni de participar activamente en los conciertos relacionados con temas sociales en una época de cambios políticos importantes.
Así, el 26 de junio de 1991 participaban en un concierto por la libertad de los insumisos en el pabellón de la Fuente de Sant Luís, organizado por el Movimiento de Objeción de Conciencia; el año 92 actuaban en el Exposición Universal de Sevilla y el canal Eurovisión retransmitía su concierto en el Festival Cervantino; el año 93 homenajeaban a Estellés y Guillem Agulló, muertos aquel año, en el II Tirant de Rock; al joven maulet asesinado le dedicarían su disco del año 94, Europ Eu!, editado tras seis años de sequía discográfica. Europ eu condensaba todos los estilos adquiridos por el grupo a lo largo de casi dos décadas de historia: como en Quan el mal ve d'Almansa..., la mitad de las canciones constituían una unidad narrativa, aunque también aparecían piezas explícitas como la que da título al disco.
Tras Europ eu! tardarían cinco años más al volver a sacar un disco de estudio; mientras tanto no dejarían de militar en causas comprometidas, actuando en la I Setmana Antirracista i Antifeixista de Burjassot y en diferentes ediciones del Tirant de Rock en el coso taurino de Valencia. Vicent Torrent tuvo tiempo de editar un disco en solitario, Rosa perdida (Difusió Mediterrènia, 1994). En 1995, con motivo de su vigésimo aniversario como grupo, los Al Tall ofrecieron un concierto multitudinario en el Teatro Principal de Valencia acompañados de muchos de sus exmiembros y colaboradores: Miquel Gil, Maria del Mar Bonet y Muluk el-Hwa, entre otros muchos.
El año 1999, a punto de cambiar de siglo, editarían el primer disco de su nueva era, La nit, dónde la crítica explícita se convertía en el tema principal de las nuevas canciones como La negociació o la pista homónima. El cambio se hace evidente en el diseño de la portada, que abandona la imaginería clásica y apuesta por el diseño gráfico más minimalista.

### 2012-2013
El último disco grabado por el grupo antes de su disolución fue un sencillo con un único tema (Cant de l'Aplec dels Ports), compuesto expresamente sólo unos meses antes de la cita con motivo del siglo XXI Aplec dels Ports, celebrado el último fin de semana de julio en Forcall, con la intención de perdurar en el tiempo a manera de himno de este encuentro anual en las tierras del norte de la Comunidad Valenciana.
El 18 de octubre de 2013 dan su último concierto, tras los conciertos en Castellón y Teulada, se despiden en el Palacio de Congresos de Valencia.